# Luigi Lucioni
Luigi Lucioni (Malnate, 4 novembre 1900 – Greenwich Village, 22 luglio 1988) è stato un pittore realista, ritrattista e paesaggista italiano naturalizzato statunitense.

## Biografia
Nasce a Malnate (VA) il 4 novembre 1900 da Angelo Lucioni e Maria Beati e inizia a dipingere alla tenera età di sei anni. A 10 anni, nel 1911, emigra negli Stati Uniti per raggiungere il padre e dopo pochi anni, nel 1915, vince una competizione che gli permette di frequentare la Cooper Union Art School di New York (1916-1920); successivamente passa alla National Academy of Design (1920-1925), di cui diventa membro. Nel 1923 diventa cittadino americano e nel 1925 si laurea. 

Ben presto diventa uno dei migliori e più famosi ritrattisti e paesaggisti, con una particolare predizione per questi ultimi. Si "innamora" letteralmente del Vermont, terra che gli ricorda le Prealpi a lui care, a tal punto da essere denominato in America il "pittore del Vermont".
È molto amico di Arturo Toscanini che gli infonde l'amore per la musica e in particolare per l'opera: entra a far parte del Consiglio dei Registi del Metropolitan Opera Build e dall'amico tenore Giovanni Martinelli impara gli atti de La traviata e dell'Aida. 
Torna nella sua natale Malnate solo quattro volte (1929, 1934, 1939 e 1948), dove viene ricordato per la gentilezza e l'umiltà che dimostrava nonostante la notorietà. 

Muore nella casa di Greenwich Village (NY) venerdì 22 luglio 1988 e la notizia della sua morte viene riportata sul New York Times del 25 luglio 1988.

## Premi e riconoscimenti
Non tardano ad arrivare anche numerosi premi e riconoscimenti:
- Medaglia Tiffany nel 1928;
- Medaglia d'Onore degli Artisti Associati nel 1929;
- Premio alla Cernegie International Exhibition con Ritratto di Ethel Waters nel 1939;
- Premio alla Corcoran Art Gallery di Washington nel 1939, 1941 e 1949;
- Purchase Prize alla Library of Congress, nel 1946;
- Primo Premio alla Second National Print Exhibition di New York nel 1947;
- Purchase Prize alla National Academy of Design nel 1959.

## Esposizioni
Nel 1930 un dipinto viene acquistato dal Whitney Museum of American Art di New York. L'anno successivo un acquarello viene acquistato dal Metropolitan Museum di New York e una sua esposizione di 28 opere alla Ferargil Gallery suscita enorme interesse, tale da consacrare definitivamente l'artista tra i migliori. Attualmente i suoi dipinti sono esposti in decine di musei americani: Metropolitan Museum of Art, Whitney Museum of American Art, Denver Art Museum, Nelson Gallery of Art, Pennsylvania Academy of Fine Arts, Nebraska State Capitol, Canajoharie Museum, Phillips Memorial Gallery (Andover, Massachusetts), Library of Congress, London's Victoria and Albert Museum, Williams College, New York Public Library, Carnegie Institute, Seattle Museum, Zaneville (Ohio) Museum, Dartmouth College, Hamilton College e High Museum (Atlanta, Georgia).